# John Weathers

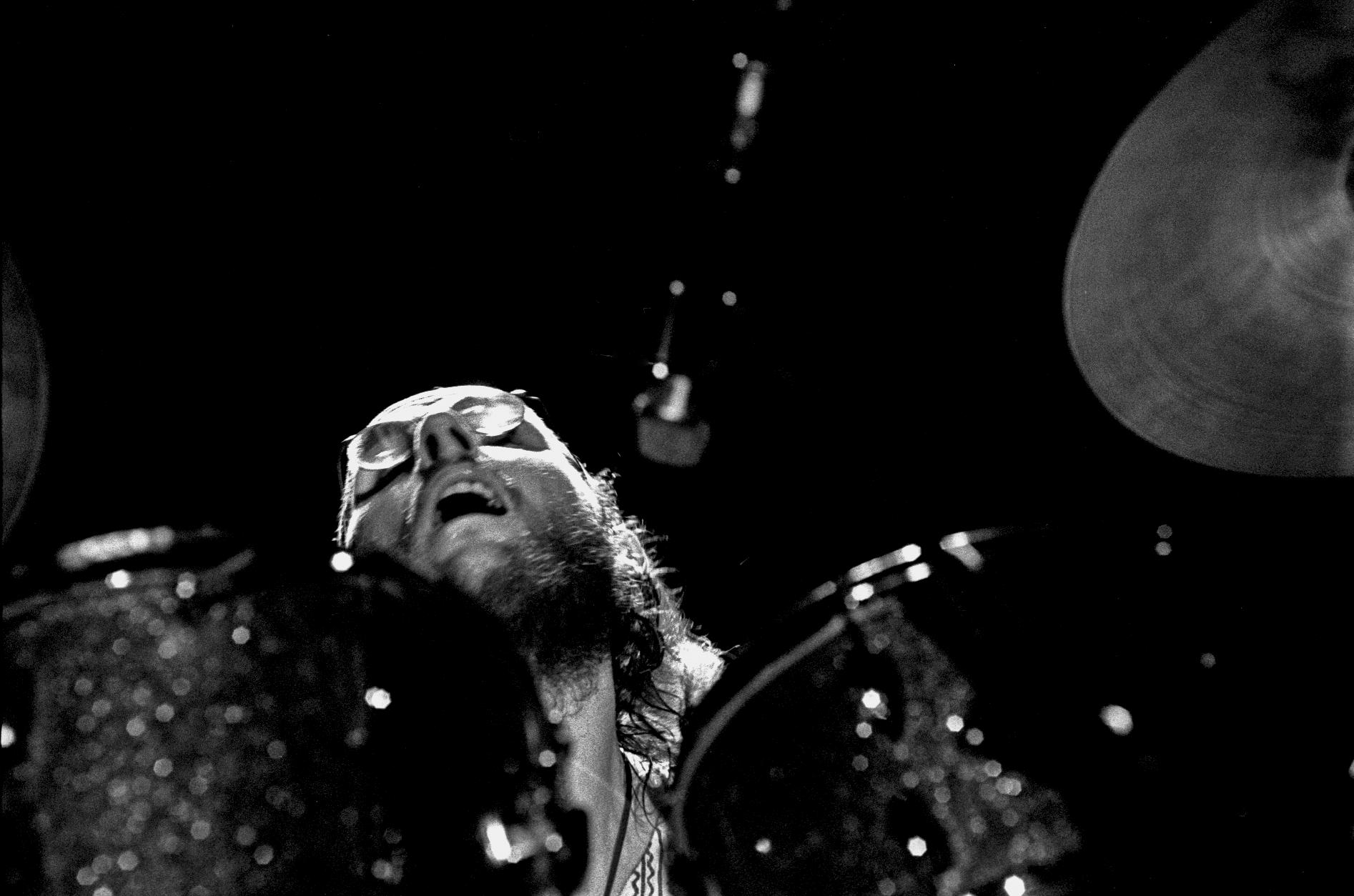
John Weathers em 1974.

John Patrick 'Pugwash' Weathers (nascido em 7 de fevereiro de 1947, em Carmarthen, País de Gales) é um baterista galês que participou do inovador grupo de rock progressivo Gentle Giant. Tocou também com as bandas Pete Brown & Piblokto!, Wild Turkey e Man. No Gentle Giant, substituiu o segundo baterista, Malcolm Mortimore, tocando em todos os álbuns do conjunto até seu fim, em 1980, totalizando 8 discos de estúdio e mais de 15 outros entre gravações ao vivo e coletâneas. Multi-instrumentista, Weathers serviu à banda não só tocando bateria, mas também inúmeros instrumentos de percussão em geral, flauta doce, violão e até mesmo fazendo o vocal principal em uma canção (Friends, de Giant for a Day). Atualmente, encontra grande dificuldade em tocar seu instrumento predileto por conta de uma condição degenerativa rara e progressiva chamada Degeneração espinocerebelar, que destrói células nervosas do cerebelo, do tronco cerebral e da medula espinhal.
Weathers também é entusiasta de ornitologia, sendo esta uma de suas atividades de lazer.